# Basud
Basud is een gemeente in de Filipijnse provincie Camarines Norte op het eiland Luzon. Bij de laatste census in 2007 had de gemeente bijna 37 duizend inwoners.

## Geografie

### Bestuurlijke indeling
Basud is onderverdeeld in de volgende 29 barangays:
| - Angas - Bactas - Binatagan - Caayunan - Guinatungan - Hinampacan - Langa - Laniton - Lidong - Mampili - Mandazo - Mangcamagong - Manmuntay - Mantugawe - Matnog | - Mocong - Oliva - Pagsangahan - Pinagwarasan - Plaridel - Poblacion 1 - Poblacion 2 - San Felipe - San Jose - San Pascual - Taba-taba - Tacad - Taisan - Tuaca |

## Demografie
Basud had bij de census van 2007 een inwoneraantal van 36.763 mensen. Dit zijn 2.878 mensen (8,5%) meer dan bij de vorige census van 2000. De gemiddelde jaarlijkse groei komt daarmee uit op 1,13%, hetgeen lager is dan het landelijk jaarlijks gemiddelde over deze periode (2,04%). Vergeleken met de census van 1995 is het aantal mensen met 6.573 (21,8%) toegenomen.

De bevolkingsdichtheid van Basud was ten tijde van de laatste census, met 36.763 inwoners op 260,28 km², 141,2 mensen per km².